# THIQ
-{
THIQ}- je lek koji se koristi u naučnim istraživanjima. On je bio prvi nepeptidni agonist selektivan za melanokortinski receptor tip . U životinjskim studijama, je pokazano da THIQ stimuliše seksualnu aktivnost pacova, i da ima neznatan uticaj na apetit ili inflamaciju. To ide u podršku mogućoj primeni  selektivnih agonista za treatman seksualne disfunkcije kod ljudi. THIQ ima nedovolju bioraspoloživost i kratko vreme trajanja, tako da treba razviti poboljšane analoge.

## Spoljašnje veze
|  | Molimo Vas, obratite pažnju na važno upozorenje u vezi sa temama iz oblasti medicine (zdravlja). |